# Yin Xu
Yin Xu (殷墟S, YīnxūP, lett. "le rovine di Yin"), o più correttamente Yin, è ciò che resta della capitale della Cina settentrionale nell'età del bronzo durante la Dinastia Shang (1766 a.C. - 1050 a.C.). Essa si trova nel luogo dove ora sorge la moderna città di Anyang, nella provincia dello Henan, in Cina.

## Storia

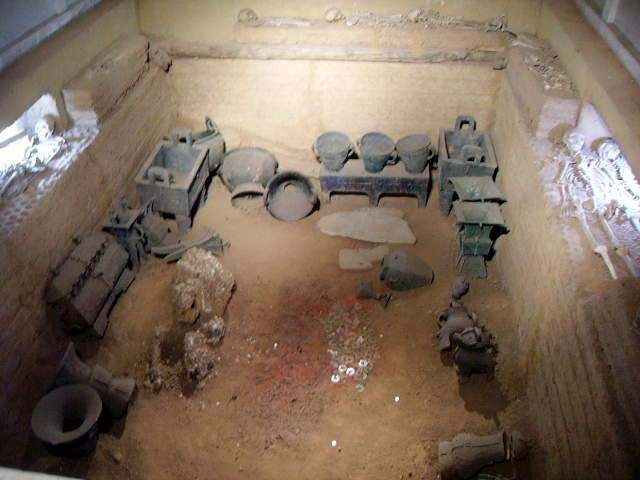
Tomba di Fu Hao

A Anyang è stato portato alla luce un gran numero di sepolture risalenti al II millennio a.C., da una profondità di circa 20 metri, che fa ritenere che questo fosse il luogo ove si trovava il centro culturale e spirituale degli Shang.
Una fra le più notevoli delle tombe scoperte è quella di Fu Hao, moglie del sovrano Wu Ding, scoperta intatta. Nella tomba sono stati trovati sei scheletri di cane, almeno sedici scheletri umani (oltre a quello di Fu Hao), oltre 440 manufatti in bronzo, circa 600 manufatti di giada, pietra o osso e circa 7.000 conchiglie di ciprea, le monete dell'epoca.

## Scoperte archeologiche

Scapola di bue che registra le divinazioni di Zhēng 爭 durante il regno del re Wu Ding

Yin Xu è famosa anche per il ritrovamento di ossa oracolari che sono state riconosciute per la prima volta come contenenti antica scrittura cinese nel 1899 da Wang Yirong, direttore dell'Accademia Imperiale. Un resoconto della scoperta di Wang è che all'epoca soffriva di malaria e che gli fu prescritto Longgu (龍骨) (ossa di drago) in una farmacia tradizionale cinese. Notò strane incisioni su queste ossa e concluse che potevano essere campioni di un'antica forma di scrittura cinese. 
La notizia della scoperta delle ossa oracolari ha creato un mercato  tra i collezionisti di antiquariato e ha portato a molteplici ondate di scavi illegali nel corso di diversi decenni, con decine di migliaia di pezzi presi.  La fonte delle "ossa di drago" fu infine rintracciata nel piccolo villaggio di Xiaotun, appena fuori Anyang. Nel 1910, lo studioso Luo Zhenyu affermò che l'area era il sito dell'ultima capitale della dinastia Shang. Anche il missionario canadese e analista di ossa oracolari James Menzies identificò indipendentemente Anyang come capitale nel 1910. Nel 1917, Wang Guowei decifrava le iscrizioni oracolari in osso dei nomi dei re Shang e costruì una genealogia Shang completa. Questo corrispondeva da vicino a quello degli Annali del Grande Storico di Sima Qian, confermando l'autenticità storica della leggendaria dinastia Shang e l'importanza archeologica di Yinxu. Tuttavia, le iscrizioni oracolari registrano il nome dello stato come Dàyìshāng (大邑商) o Shāngyì (商邑).
I primi scavi archeologici ufficiali a Yinxu furono condotti dall'archeologo Li Ji dell'Istituto di Storia e Filosofia dal 1928 al 1937.  Hanno scoperto i resti di un palazzo reale, diverse tombe reali e più di 100.000 ossa oracolari che dimostrano che gli Shang avevano una scrittura ben strutturata con un sistema completo di segni scritti.

### Entrata nella lista del Patrimonio Mondiale
Il sito è stato inserito sulla lista dei monumenti della Repubblica Popolare Cinese dal 1961. Nel luglio 2006, Yin Xu è stato aggiunto alla lista del patrimonio mondiale dell'UNESCO. L'ingresso è stato giustificato dal fatto che Yin Xu, in quanto ex capitale della tarda dinastia Shang, rappresenta uno scambio di culture diverse e un punto alto nell'età del bronzo cinese. I palazzi, i santuari e le tombe reali sono testimonianze dell'architettura cinese antica e prototipi di piante in epoche successive. Le reliquie materiali di Yin Xu, testimoniano lo sviluppo iniziale della scrittura e della lingua cinese, l'organizzazione sociale e importanti eventi storici.